# Italcantieri
La société Italcantieri – Cantieri Navali Italiani S.p.A. était une très importante entreprise italienne de construction navale, capable de construire les plus grands navires marchands et militaires, implantée à Trieste, dans le nord-est de l'Italie. 
La société était entièrement contrôlées par Fincantieri, la holding financière filiale de l'IRI – Istituto per la Ricostruzione Industriale, gérant le département de la construction navale publique italienne.

## Histoire de la société
La société Italcantieri SpA a été fondée le 22 octobre 1966 à Trieste à la suite de l'intégration des chantiers navals appartenant à la société Ansaldo de Gênes avec les Cantieri Riuniti dell'Adriatico de Trieste et la société Navalmeccanica SpA de Naples, des sociétés italiennes réputées dans le domaine de la construction navale civile et militaire.
La société comprenait son siège avec la direction générale à Trieste et les chantiers navals suivants :
- Cantiere navale di Monfalcone (it) dans la province de Gorizia,
- Cantiere navale di Sestri Ponente dans la province de Gênes,
- Cantiere navale di Castellammare di Stabia dans la province de Naples.

En 1973, le groupe Italcantieri rachète les Cantieri Navali del Tirreno Riuniti, puis également le Chantier Naval Breda de Venise Marghera, cédé par la holding publique EFIM en 1979.  
En 1976 le groupe Italcantieri possédait également des participations dans plusieurs autres sociétés liées aux chantiers navals :
- Arsenale Triestino San Marco S.p.A. de Trieste,
- Cantiere Navale Luigi Orlando S.p.A. de Livourne,
- Grandi Motori Trieste S.p.A. de Trieste,
- Industria Triestina Gas Compressi de Trieste.

Les sites des chantiers navals sont tous conservés et développés, mais les bureaux d'études techniques et les directions de projets sont réorganisés et fusionnés.
En 1984, le groupe Italcantieri est totalement intégré dans sa maison mère, le groupe Fincantieri, filiale de la puissante holding d'État, IRI. Le 30 juin 1984 (mais avec effet rétroactif au 1er janvier 1984) la holding Fincantieri – Società Finanziaria Cantieri Navali S.p.A., modifie ses statuts pour pouvoir gérer directement des activités opérationnelles de construction navale alors qu'elle n'était, jusqu'alors, qu'une holding financière, et incorpore alors les 8 sociétés qu'elle contrôlait auparavant :
- Italcantieri de Trieste
- Cantieri Navali del Tirreno Riuniti,
- Grandi Motori Trieste,
- Cantieri Riuniti dell'Adriatico comprenant l'Arsenale Triestino San Marco S.p.A. de Trieste,
- Cantiere Navale Ernesto Breda di Marghera à Venise,
- Cantieri Navali ed Officine Meccaniche di Venezia,
- Cantiere navale fratelli Orlando - Cantiere Ansaldo de Livourne,
- Cantieri del Mediterraneo de Naples.

Après sa transformation de société holding financière en société opérationnelle, le groupe Fincantieri compte quatre Divisions :
- Constructions Navires Marchands, dont le siège est à Trieste et les chantiers navals à Monfalcone (Province de Gorizia), Marghera (Province de Venise), Ancône, Castellammare di Stabia (province de Naples) et Sestri Ponente (province de Gênes),
- Constructions Militaires, dont le siège est à Gênes et les chantiers navals à Riva Trigoso (province de Gênes) et Muggiano (province de La Spezia),
- Réparations Navales, dont le siège est à Gênes et les chantiers navals à Trieste, Venise, Tarente, Palerme, Naples et deux chantiers à Gênes,
- Grandi Motori Diesel, dont le siège est à Trieste et ses usines à Trieste et à Bari.